# Thomas George Cowling
Thomas George Cowling (Hackney, 17 de junho de 1906 — 16 de junho de 1990) foi um astrônomo inglês.

## Vida
Cowling nasceu em Hackney, Londres, e estudou matemática no Brasenose College, Oxford, de 1924 a 1930. De 1928 a 1930 trabalhou com Edward Arthur Milne. Em 1929, Milne não teve problemas para pedir a seu aluno para trabalhar e apelou para Sydney Chapman, que propôs que eles trabalhassem em um artigo no qual ele estava trabalhando que tratava do campo magnético do Sol. Cowling encontrou um erro no artigo que invalidou os resultados de Chapman. Após o doutorado de Cowling, Chapman propôs que eles trabalhassem juntos.
Em 1933, Cowling escreveu um artigo, O campo magnético das manchas solares. Joseph Larmor havia trabalhado nessa área, argumentando que as manchas solares se regeneram por meio de um efeito de dínamo. Cowling mostrou que a explicação proposta por Larmor estava incorreta. Seu artigo lhe garantiu uma boa reputação no campo da astrofísica.
Durante a década de 1930, Cowling também trabalhou na estrutura estelar envolvendo radiação e convecção, ao mesmo tempo que Ludwig Biermann, mas independentemente dele. Ele construiu um modelo de estrela com um núcleo convectivo e envelope radiativo, chamado de modelo Cowling por Chandrasekhar. Ele também estudou campos magnéticos dentro de estrelas e classificou os modos de oscilação não radial do corpo de uma estrela, a base do campo da heliosismologia.
Cowling tornou-se professor assistente em Swansea em 1933. Ele foi posteriormente professor na Universidade de Dundee (1937-1938) e na Universidade de Manchester (1938-1945) antes de ser nomeado professor da Universidade de Gales, Bangor (agora Universidade de Bangor ). Em 1948 Cowling foi nomeado professor de matemática aplicada na Universidade de Leeds em sucessão ao professor Selig Brodetsky. Cowling se aposentou de sua cadeira em Leeds em 1970 com o título de Professor Emérito.
Cowling foi eleito membro da Royal Society em março de 1947. Ele ganhou a Medalha de Ouro da Royal Astronomical Society em 1956 e a Medalha Bruce da Sociedade Astronômica do Pacífico em 1985. Ele foi eleito presidente da Royal Astronomical Society de 1965 a 1967. Ele também foi premiado com a Medalha Hughes dois dias antes de sua morte.

## Homenagens
- 1956 - Medalha de Ouro da Royal Astronomical Society[3]
- 1985 - Medalha Bruce[4]
- 1990 - Medalha Hughes[5]

### Obituário
- QJRAS 32 (1991) 201